# Rondanina
Rondanina (en ligur Rondaninn) és un comune italià, situat a la regió de la Ligúria i a la ciutat metropolitana de Gènova. El 2011 tenia 68 habitants, sent el municipi menys poblat de la província de la regió.

## Geografia
Es troba a l'alta vall del Trebbia, als vessants dels Apenins, a l'est de Gènova. Té una superfície de 12,81 km² i les frazioni de Conio Avena, Costalunga, Fontanasse, Giardino, Gorreto dei Ballini, Maiada i Retezzo. Limita amb les comunes de Fascia, Montebruno, Propata i Torriglia.